# Лематъяун
Лематъяун (также Ай-Юхлыйгъявин, устар. Лемат-Яун) — река в России, протекает по территории Сургутского района Ханты-Мансийского автономного округа. Устье реки находится в 78 км по правому берегу реки Пим. Длина реки — 77 км, площадь водосборного бассейна — 575 км².

## Притоки
- 10 км: Леналонко (пр)
- Нёухкорлоръяун (пр)
- Янклыинкъяун (лв)
- Инкилоръяун (пр)
- Степанъяун (пр)
- Локильяун (лв)

## Данные водного реестра
По данным государственного водного реестра России относится к Верхнеобскому бассейновому округу, водохозяйственный участок реки — Обь от города Нефтеюганск до впадения реки Иртыш, речной подбассейн реки — Обь ниже Ваха до впадения Иртыша. Речной бассейн реки — (Верхняя) Обь до впадения Иртыша.